# Lucillo Merci
Lucillo Merci (Riva del Garda, 18 luglio 1899 – Bolzano, 3 dicembre 1984) è stato un militare italiano, capitano dell'esercito in epoca fascista.

## Biografia
Merci prese parte alla campagna di Grecia. Nel 1943 era a Salonicco dove lavorava come interprete (ma altre fonti lo descrivono come viceconsole) per il consolato italiano guidato da Guelfo Zamboni, uno dei diplomatici italiani più attivi nell'aiutare gli ebrei perseguitati dal regime nazista rappresentato a Salonicco da Max Merten, consigliere amministrativo militare per gli affari civili della Wehrmacht e dall'SS Dieter Wisliceny, capo della Gestapo.
L'aiuto consisteva nel fornire falsi certificati di cittadinanza italiana a chiunque dimostrasse un seppur minimo legame con l'Italia, in seguito la pratica si estese, tramite l'emissione di certificati provvisori, anche a persone che non erano di cittadinanza italiana. In questo modo si salvarono dalla deportazione almeno 350 ebrei italiani, o di origine italiana (323 di loro vennero trasferiti ad Atene con un convoglio partito il 14 luglio 1943); a questi si aggiunsero 280 ebrei greci.
Merci tenne un dettagliatissimo diario di quel periodo, nel luglio del 1983 il diario fu consegnato allo Yad Vashem, il museo dell'Olocausto di Gerusalemme.
Un estratto dei diari di Merci fu in seguito pubblicato a cura del regista Joseph Rochlitz che lo utilizzò, tra altre fonti, per girare il documentario "The Righteous Enemy" (Il nemico fraterno) - 1987.
Una pagina si può trovare tuttora all'Imperial War Museum di Londra.